# Campylocentrus obscuripennis
Campylocentrus obscuripennis är en insektsart som beskrevs av Carl Stål. Campylocentrus obscuripennis ingår i släktet Campylocentrus och familjen hornstritar. Inga underarter finns listade i Catalogue of Life.